# Форест-Парк (Огайо)
Форест-Парк (англ. Forest Park) — місто (англ. city) в США, в окрузі Гамільтон штату Огайо. Населення — 20 189 осіб (2020).

## Географія
Форест-Парк розташований за координатами 39°17′10″ пн. ш. 84°31′32″ зх. д. / 39.28611° пн. ш. 84.52556° зх. д. (39.286029, -84.525680).  За даними Бюро перепису населення США в 2010 році місто мало площу 16,78 км², уся площа — суходіл.

## Демографія
Згідно з переписом 2010 року, у місті мешкало 18 720 осіб у 7212 домогосподарствах у складі 4924 родин. Густота населення становила 1115 осіб/км².  Було 7854 помешкання (468/км²).
Расовий склад населення:
| - 65,0 % — чорних або афроамериканців - 24,9 % — білих - 2,2 % — азіатів - 0,2 % — вихідців з тихоокеанських островів - 0,2 % — корінних американців - 3,9 % — осіб інших рас |

До двох чи більше рас належало 3,6 %. Частка іспаномовних становила 6,4 % від усіх жителів.
За віковим діапазоном населення розподілялося таким чином: 26,9 % — особи молодші 18 років, 61,4 % — особи у віці 18—64 років, 11,7 % — особи у віці 65 років та старші. Медіана віку мешканця становила 35,8 року. На 100 осіб жіночої статі у місті припадало 86,6 чоловіків;  на 100 жінок у віці від 18 років та старших — 83,6 чоловіків також старших 18 років.
Середній дохід на одне домашнє господарство  становив 56 693 долари США (медіана — 48 597), а середній дохід на одну сім'ю — 60 805 доларів (медіана — 52 025). Медіана доходів становила 37 417 доларів для чоловіків та 39 125 доларів для жінок. За межею бідності перебувало 15,1 % осіб, у тому числі 22,1 % дітей у віці до 18 років та 11,8 % осіб у віці 65 років та старших.
Цивільне працевлаштоване населення становило 9252 особи. Основні галузі зайнятості: освіта, охорона здоров'я та соціальна допомога — 29,4 %, виробництво — 14,2 %, роздрібна торгівля — 10,7 %, науковці, спеціалісти, менеджери — 8,6 %.